# ライアン・レイノルズ
ライアン・ロドニー・レイノルズ（Ryan Rodney Reynolds, 1976年10月23日 - ）は、カナダとアメリカ合衆国の俳優、映画プロデューサー、起業家。
カナダのティーン向けテレビドラマ『Hillside』（1991年-1993年）への出演で俳優のキャリアを開始し、『Two Guys and A Girl』（1998年-2001年）では主演を演じた。その後、『ウェイターはつらいよ』（2005年）、『あなたは私の婿になる』（2009年）などのコメディ映画での主演や、『ブレイド3』（2004年）、『グリーン・ランタン』（2011年）などのアクション映画に出演する。アクション・コメディ映画『デッドプール』（2016年）は興行的にも批評的にも成功を収め、第74回ゴールデングローブ賞作品賞、主演男優賞にノミネート、続編も製作された。
2017年にハリウッド・ウォーク・オブ・フェームの「星」を授与された。

## 来歴
カナダで俳優デビュー。後にアメリカに活躍の場を移し、1996年にテレビドラマ『X-ファイル』の第3シーズン第13話「星」にゲスト出演。
1998年から2001年までシットコム『ふたりの男とひとりの女』（Two Guys, a Girl and a Pizza Place）のバーグ役で一躍人気を博した。2002年には、人気コメディ『ナショナルランプーン』（National Lampoon）シリーズの5年ぶりの新作映画『Van Wilder』に主演し、コメディ俳優としても活躍。2004年には、体重を10キロ以上増やして筋肉をつけ『ブレイド3』でバンパイア・ハンターのハンニバル・キングを演じた。以来アメリカにおける「カッコ良いカラダの男性俳優ランキング」で一位に投票されるなど、肉体派俳優としての地位をも確立。
2010年には、『ピープル』誌が選ぶ「最もセクシーな男」に選ばれた。
2016年公開の『X-メン』のスピンオフ映画『デッドプール』では、主人公の傭兵デッドプールを演じ、ゴールデングローブ賞 主演男優賞 (ミュージカル・コメディ部門)にノミネート。

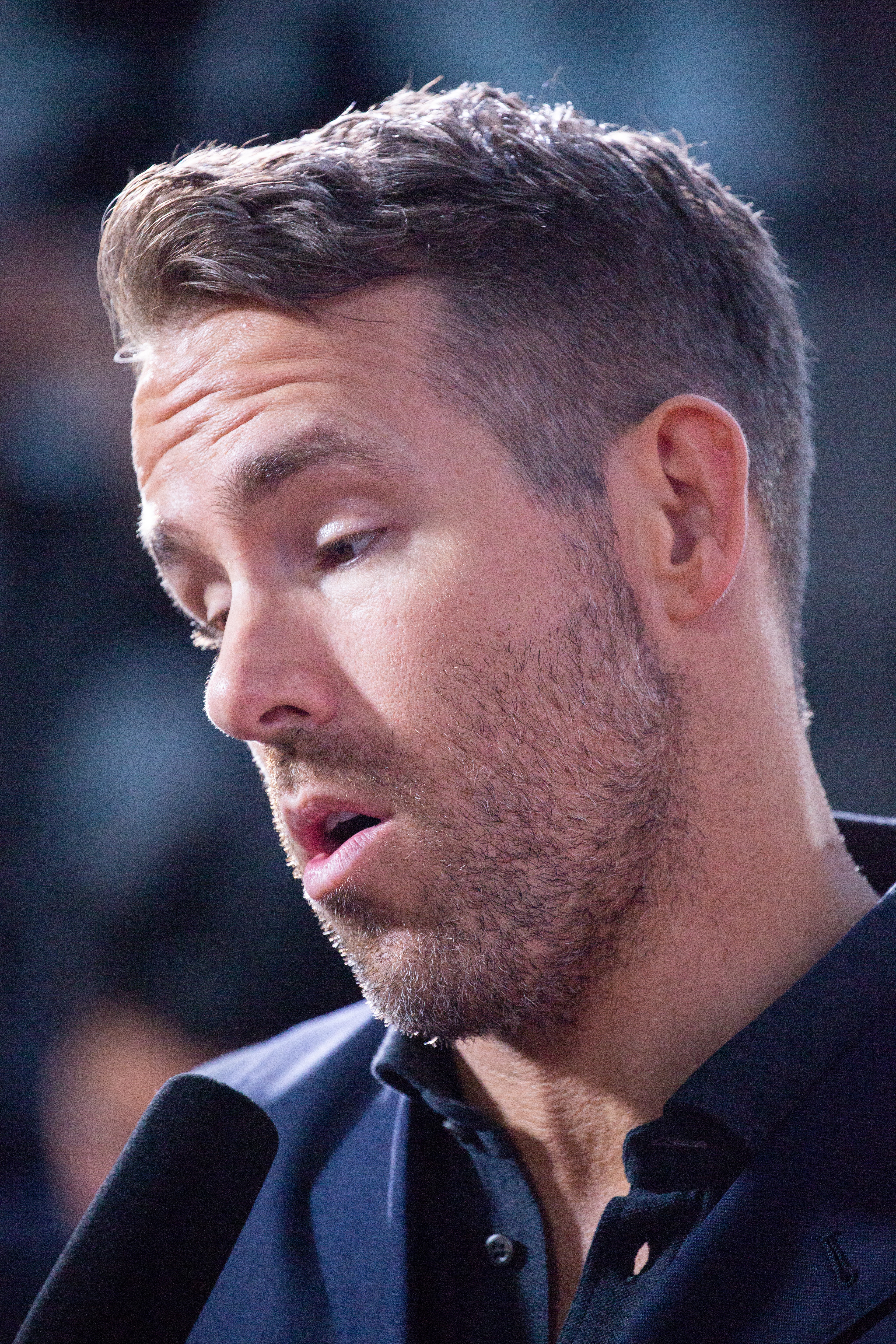
『デッドプール2』のジャパン・プレミアにて（2018年）

出演作は多く様々な役を演じているが、『グリーン・ランタン』、『ウルヴァリン:X-MEN ZERO』、『ゴースト・エージェント/R.I.P.D.』、『ブレイド3』、『セルフレス/覚醒した記憶』などのように興行的に失敗したり酷評を受けることも多く、『デッドプール』では度々自虐ネタとして使用している。

## 私生活

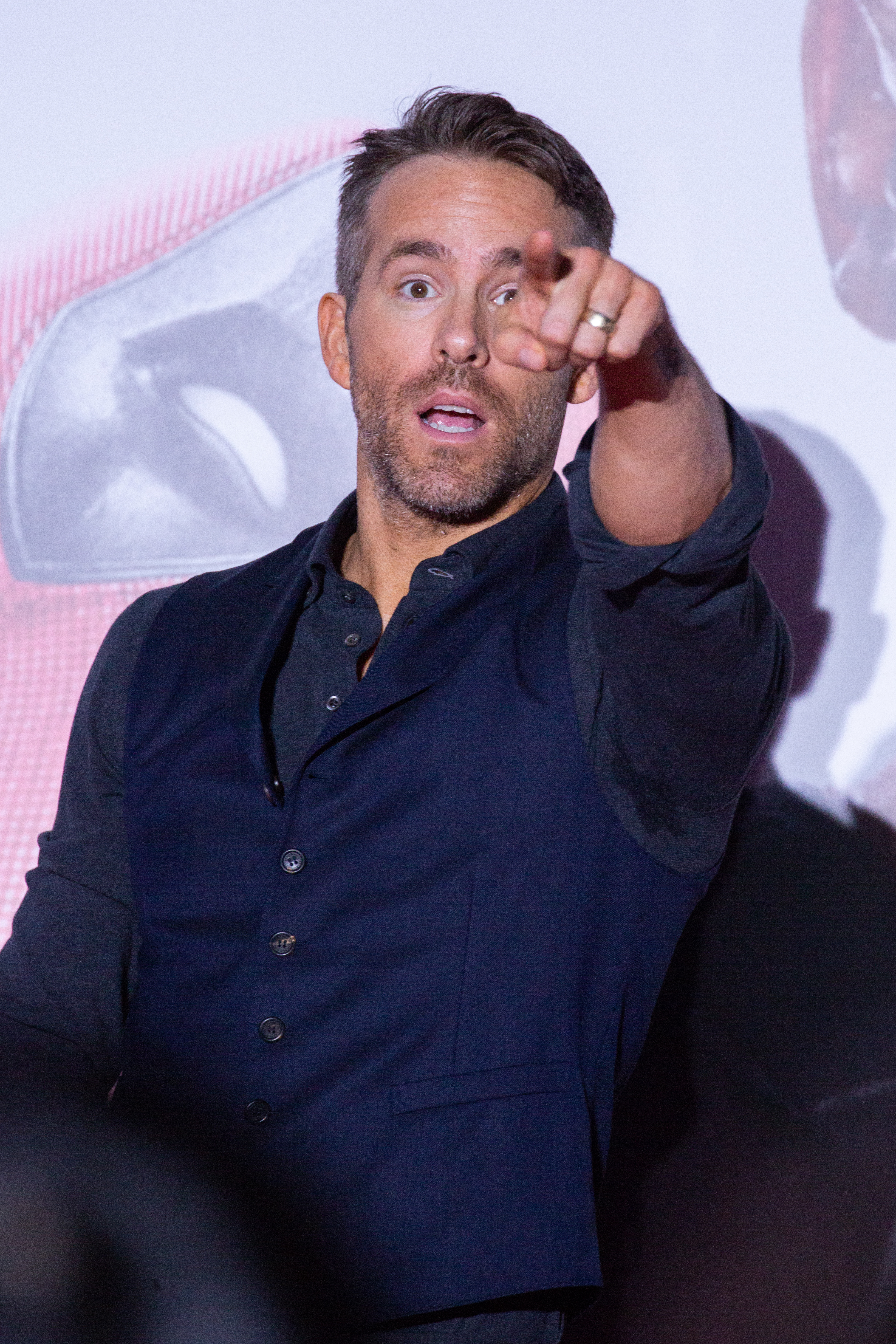
『デッドプール2』のジャパン・プレミアにて（2018年）

バンクーバーにて、4人兄弟の末っ子として生まれた。2004年に歌手のアラニス・モリセットと婚約したが、2006年に解消した。その後、女優のスカーレット・ヨハンソンと交際し、2008年5月5日に結婚することを代理人が発表。2008年9月27日、カナダで結婚したことをスポークスマンが発表した。しかし2010年12月、映画撮影のスケジュールにより結婚生活を継続することが困難となったことから離婚を表明した。2012年9月9日、アメリカ人女優のブレイク・ライヴリーと約1年の交際を経て結婚。
2014年12月に第1子女児ジェームズが誕生。2016年に第2子が誕生。
2020年11月、アメリカ人俳優のロブ・マケルヘニーと共にウェールズのサッカークラブ「レクサムFC」を買収。この買収は2021年2月に完了した。2025年には投資家グループの一員としてコロンビアのサッカーチーム「ラ・エクイダッド」を買収し、共同オーナーとなった。

## フィルモグラフィ
※役名の太字表記は主演。

### 映画

#### 劇場公開映画
| 年   | 題名                                                                        | 役名                                                            | 備考                                                                                     | 吹替                                                        |
| ---- | --------------------------------------------------------------------------- | --------------------------------------------------------------- | ---------------------------------------------------------------------------------------- | ----------------------------------------------------------- |
| 1993 | Ordinary Magic                                                              | ガネシュ / ジェフリー                                           |                                                                                          | N/A                                                         |
| 1997 | アラーミスト The Alarmist                                                   | ハワード・アンコナ                                              | 日本劇場未公開                                                                           |                                                             |
| 1998 | Tourist Trap                                                                | ウェイド・アーリー                                              |                                                                                          | N/A                                                         |
| 1999 | エクスタシーをさがして Coming Soon                                          | ヘンリー                                                        | 日本劇場未公開                                                                           |                                                             |
| 1999 | キルスティン・ダンストの大統領に気をつけろ! DicK                            | チップ                                                          | 日本劇場未公開                                                                           | 不明                                                        |
| 2000 | ザ・ブレイン Boltneck                                                       | カール                                                          | 原題は『Teen Monster』、『Big Monster on Campus』の題でも公開されている。 日本劇場未公開 | 咲野俊介                                                    |
| 2001 | Finder's Fee                                                                | クィグリー                                                      |                                                                                          | N/A                                                         |
| 2002 | National Lampoon's Van Wilder                                               | ヴァン・ワイルダー                                              | N/A                                                                                      |                                                             |
| 2002 | アンラッキー、ハッピー Buying the Cow                                       | マイク・ハンソン                                                | 日本劇場未公開                                                                           |                                                             |
| 2003 | セイブ・ザ・ワールド The In-Laws                                            | マーク・トバイアス                                              |                                                                                          | 武藤正史                                                    |
| 2003 | ダブルバウンド Foolproof                                                    | ケヴィン                                                        | 日本劇場未公開                                                                           | 内田夕夜                                                    |
| 2004 | Harold & Kumar Go to White Castle                                           | 男性看護士                                                      | カメオ出演                                                                               | N/A                                                         |
| 2004 | ブレイド3 Blade: Trinity                                                    | ハンニバル・キング                                              |                                                                                          | てらそままさき（ソフト版） 桐本琢也（テレビ東京版）         |
| 2005 | School of Life                                                              | マイケル・“Mr.D”・ダンジェロ                                    | N/A                                                                                      |                                                             |
| 2005 | 悪魔の棲む家 The Amityville Horror                                          | ジョージ・ラッツ                                                | 藤原啓治                                                                                 |                                                             |
| 2005 | ウェイターはつらいよ Waiting...                                             | モンティ                                                        | 日本劇場未公開                                                                           | （吹き替え版なし）                                          |
| 2005 | Just Friends                                                                | クリス・ブランダー                                              |                                                                                          | N/A                                                         |
| 2006 | スモーキン・エース/暗殺者がいっぱい Smokin' Aces                            | リチャード・メスナー                                            | 志村知幸                                                                                 |                                                             |
| 2007 | 9-ナイン The Nines                                                          | ゲイリー / ギャヴィン / ガブリエル                              | 日本劇場未公開                                                                           | （吹き替え版なし）                                          |
| 2007 | カオス・セオリー Chaos Theory                                               | フランク・アレン                                                | 日本劇場未公開                                                                           | （吹き替え版なし）                                          |
| 2008 | ラブ・ダイアリーズDefinitely, Maybe                                         | ウィル・ヘイズ                                                  | 日本劇場未公開                                                                           | 藤原啓治                                                    |
| 2008 | しあわせの帰る場所Fireflies in the Garden                                   | マイケル・テイラー                                              | 日本劇場未公開                                                                           | （吹き替え版なし）                                          |
| 2009 | アドベンチャーランドへようこそ Adventureland                                | マイク・コネル                                                  | 日本劇場未公開                                                                           | 志村知幸                                                    |
| 2009 | ウルヴァリン:X-MEN ZERO X-Men Origins: Wolverine                            | ウェイド・ウィルソン / デッドプール / ウェポンXI                |                                                                                          | 加瀬康之                                                    |
| 2009 | あなたは私の婿になる The Proposal                                           | アンドリュー・パクストン                                        | 土田大                                                                                   |                                                             |
| 2009 | ペーパーマン Paper Man                                                      | キャプテン・エクセレント                                        | 日本劇場未公開                                                                           | （吹き替え版なし）                                          |
| 2010 | ［リミット］ Buried                                                         | ポール・コンロイ                                                |                                                                                          | 東地宏樹                                                    |
| 2011 | グリーン・ランタン Green Lantern                                            | ハル・ジョーダン / グリーンランタン                             | 松本保典                                                                                 |                                                             |
| 2011 | チェンジ・アップ/オレはどっちで、アイツもどっち!? The Change-Up             | ミッチ・プランコ                                                | 日本劇場未公開                                                                           | 落合弘治                                                    |
| 2012 | デンジャラス・ラン Safe House                                               | マット・ウェストン                                              |                                                                                          | 松本保典（ソフト版） 加瀬康之（BSジャパン版）               |
| 2012 | テッド Ted                                                                  | ジャレッド                                                      | カメオ出演                                                                               | （台詞なし）                                                |
| 2013 | クルードさんちのはじめての冒険 The Croods                                   | ガイ                                                            | 声の出演                                                                                 | 小野大輔                                                    |
| 2013 | ゴースト・エージェント/R.I.P.D. R.I.P.D.                                    | ニック・ウォーカー                                              |                                                                                          | 松本保典                                                    |
| 2013 | ターボ Turbo                                                                | ターボ                                                          | 声の出演 日本劇場未公開                                                                  | 松本保典                                                    |
| 2014 | 荒野はつらいよ 〜アリゾナより愛をこめて〜 A Million Ways to Die in the West | バーで殺されるカウボーイ                                        | カメオ出演                                                                               |                                                             |
| 2014 | ハッピーボイス・キラー The Voices                                           | ジェリー・ヒックファン                                          |                                                                                          | 松本保典                                                    |
| 2014 | 白い沈黙 The Captive                                                        | マシュー・レイン                                                | 内田夕夜                                                                                 |                                                             |
| 2015 | ワイルド・ギャンブル Mississippi Grind                                      | カーティス                                                      | 日本劇場未公開                                                                           | （吹き替え版なし）                                          |
| 2015 | 黄金のアデーレ 名画の帰還 Woman in Gold                                     | ランディ・シェーンベルク                                        |                                                                                          | 西健亮                                                      |
| 2015 | セルフレス/覚醒した記憶 Self/less                                           | 若かりし頃のダミアン                                            | 浜田賢二                                                                                 |                                                             |
| 2016 | デッドプール Deadpool                                                       | ウェイド・ウィルソン / デッドプール                             | 兼製作                                                                                   | 加瀬康之                                                    |
| 2016 | クリミナル 2人の記憶を持つ男 Criminal                                       | ビル・ポープ                                                    |                                                                                          | 増元拓也                                                    |
| 2017 | ライフ Life                                                                 | ローリー・アダムス                                              | 加瀬康之                                                                                 |                                                             |
| 2018 | デッドプール2 Deadpool 2                                                    | ウェイド・ウィルソン / デッドプール ジャガーノート（声） 本人役 | 兼製作・脚本                                                                             | 加瀬康之（デッドプール、本人役） 乃村健次（ジャガーノート） |
| 2019 | 名探偵ピカチュウ Pokémon Detective Pikachu                                  | ピカチュウ                                                      | モーションキャプチャ、声の出演                                                           | 西島秀俊                                                    |
| 2019 | ワイルド・スピード/スーパーコンボ Fast & Furious Presents: Hobbs & Shaw     | ロック 指導者（声）                                             | カメオ出演（クレジットなし）                                                             | 加瀬康之（ロック） 不明（指導者）                           |
| 2020 | クルードさんちのあたらしい冒険 The Croods: A New Age                        | ガイ                                                            | 声の出演 日本劇場未公開                                                                  | 小野大輔                                                    |
| 2021 | ヒットマンズ・ワイフズ・ボディガード The Hitman's Wife's Bodyguard          | マイケル・ブライス                                              |                                                                                          | 加瀬康之                                                    |
| 2021 | フリー・ガイ Free Guy                                                       | ガイ デュード                                                   | 兼製作                                                                                   | 加瀬康之                                                    |
| 2022 | ブレット・トレイン Bullet Train                                             | カーバー                                                        | クレジットなし                                                                           | （台詞なし）                                                |
| 2022 | ショットガン・ウェディング Shotgun Wedding                                  | N/A                                                             | 製作総指揮                                                                               | N/A                                                         |
| 2024 | ブルー きみは大丈夫 IF                                                      | カル                                                            | 兼製作                                                                                   | 加瀬康之                                                    |
| 2024 | デッドプール&ウルヴァリン Deadpool & Wolverine                              | ウェイド・ウィルソン / デッドプール ナイスプール                | 兼製作・脚本                                                                             | 加瀬康之（デッドプール） 子安武人（ナイスプール）           |
| 2026 | Animal Friends                                                              | TBA                                                             | 兼製作                                                                                   | TBD                                                         |
| 2026 | アベンジャーズ/ドゥームズデイ Avengers: Doomsday                            | ウェイド・ウィルソン / デッドプール                             |                                                                                          | TBD                                                         |
| TBA  | Mayday                                                                      | TBA                                                             | 兼制作                                                                                   | TBD                                                         |
| TBA  | Boy Band                                                                    | TBA                                                             | 兼製作・原案                                                                             | TBD                                                         |
| TBA  | Area 51 film                                                                | TBA                                                             | 製作                                                                                     | TBD                                                         |

#### テレビ映画・ビデオ映画
| 年   | 題名                                                                      | 役名             | 備考       |
| ---- | ------------------------------------------------------------------------- | ---------------- | ---------- |
| 1995 | アーミー・エンジェル Serving in Silence: The Margarethe Cammermeyer Story | アンディ         | テレビ映画 |
| 1996 | When Friendship Kills                                                     | ベン・コールセン | テレビ映画 |
| 1996 | Sabrina the Teenage Witch                                                 | セス             | テレビ映画 |
| 1996 | In Cold Blood                                                             | ボビー・ルップ   | テレビ映画 |
| 2010 | DCコミック・ヒストリー 〜ヒーロー誕生〜 Secret Origin: Story Of DC Comics | ナレーター       | ビデオ映画 |

#### WEB配信映画
| 年   | 題名                                              | 役名                 | 配信局    | 備考       | 吹替                                       |
| ---- | ------------------------------------------------- | -------------------- | --------- | ---------- | ------------------------------------------ |
| 2017 | ヒットマンズ・ボディガード The Hitman's Bodyguard | マイケル・ブライス   | Netflix   |            | 落合弘治（Netflix版） 加瀬康之（ソフト版） |
| 2019 | 6アンダーグラウンド 6 Underground                 | ワン                 | Netflix   | 加瀬康之   |                                            |
| 2021 | レッド・ノーティス Red Notice                     | ノーラン・ブース     | Netflix   | 加瀬康之   |                                            |
| 2022 | アダム&アダム The Adam Project                    | アダム・リード       | Netflix   | 加瀬康之   | 兼製作                                     |
| 2022 | スピリテッド Spirited                             | クリント・ブリッグス | Apple TV+ | 小森創介   | 兼製作                                     |
| 2023 | ゴーステッド Ghosted Ghosted                      | ジョナス             | Apple TV+ | カメオ出演 | 加瀬康之                                   |

### テレビ
| 年        | 題名                                         | 役名                           | 備考                                                            | 吹替           |
| --------- | -------------------------------------------- | ------------------------------ | --------------------------------------------------------------- | -------------- |
| 1990      | Hillside                                     | ビリー・シンプソン             | 計13話出演                                                      | N/A            |
| 1993-1994 | The Odyssey                                  | マクロ                         | 計13話出演                                                      | N/A            |
| 1995-1998 | 新アウターリミッツ The Outer Limits          | デレク・ティルマン             | 第1シーズン第19話「呼吸する家」                                 | 石田彰         |
| 1995-1998 | 新アウターリミッツ The Outer Limits          | ポール・ノデル                 | 第3シーズン第12話「二重のらせん」 第4シーズン第23話「種の起源」 |                |
| 1996      | X-ファイル The X-Files                       | ジェイ・“ブルーム”・デブルーム | 第3シーズン第13話「星」                                         |                |
| 1996      | The John Larroquette Show                    | トニー・ヘミングウェイ         | 第4シーズン第7話「Napping to Success」                          | N/A            |
| 1998-2001 | ふたりの男とひとりの女 Two Guys and a Girl   | マイケル・“バーグ”・バーゲン   | 計81話出演                                                      |                |
| 2003      | Scrubs                                       | スペンス                       | 第2シーズン第22話「My Dream Job」                               | N/A            |
| 2007      | My Boys                                      | ハムス                         | 第1シーズン第19話「Douchebag in the City」                      | N/A            |
| 2009      | サタデー・ナイト・ライブ Saturday Night Live | 司会                           | 第35シーズン第2話「Ryan Reynolds/Lady Gaga」                    | N/A            |
| 2011-2012 | ファミリー・ガイ Family Guy                  | 本人役                         | 第10シーズン第4話「Stewie Goes for a Drive」                    | （吹替版なし） |
| 2011-2012 | ファミリー・ガイ Family Guy                  | Overweight Guy                 | 第11シーズン第8話「Jesus, Mary and Joseph!」                    | N/A            |
| 2022-     | ようこそレクサムへ Welcome to Wrexham        | 本人                           | 兼共同企画・製作総指揮                                          | （吹替版なし） |

## 日本語吹き替え
主に担当しているのは、以下の二人である。
加瀬康之
『ウルヴァリン:X-MEN ZERO』のウェイド・ウィルソン / デッドプール / ウェポンXI役で初担当。2016年の『デッドプール』で同役を続投したことがきっかけで、以降は大半の作品で声を務めるようになり、「ライアン・レイノルズのお馴染みの声」として定着した。
松本保典
『グリーン・ランタン』のハル・ジョーダン / グリーンランタン役で初担当。主に初期のレイノルズの作品の吹き替えを務めた。『デンジャラス・ラン』のように、当初は松本が吹き替えていたが、先述の加瀬で新録された作品もある。
このほかにも、藤原啓治、志村知幸、落合弘治なども複数回、声を当てている。